# Haus Beck (Löhne-Ulenburg)

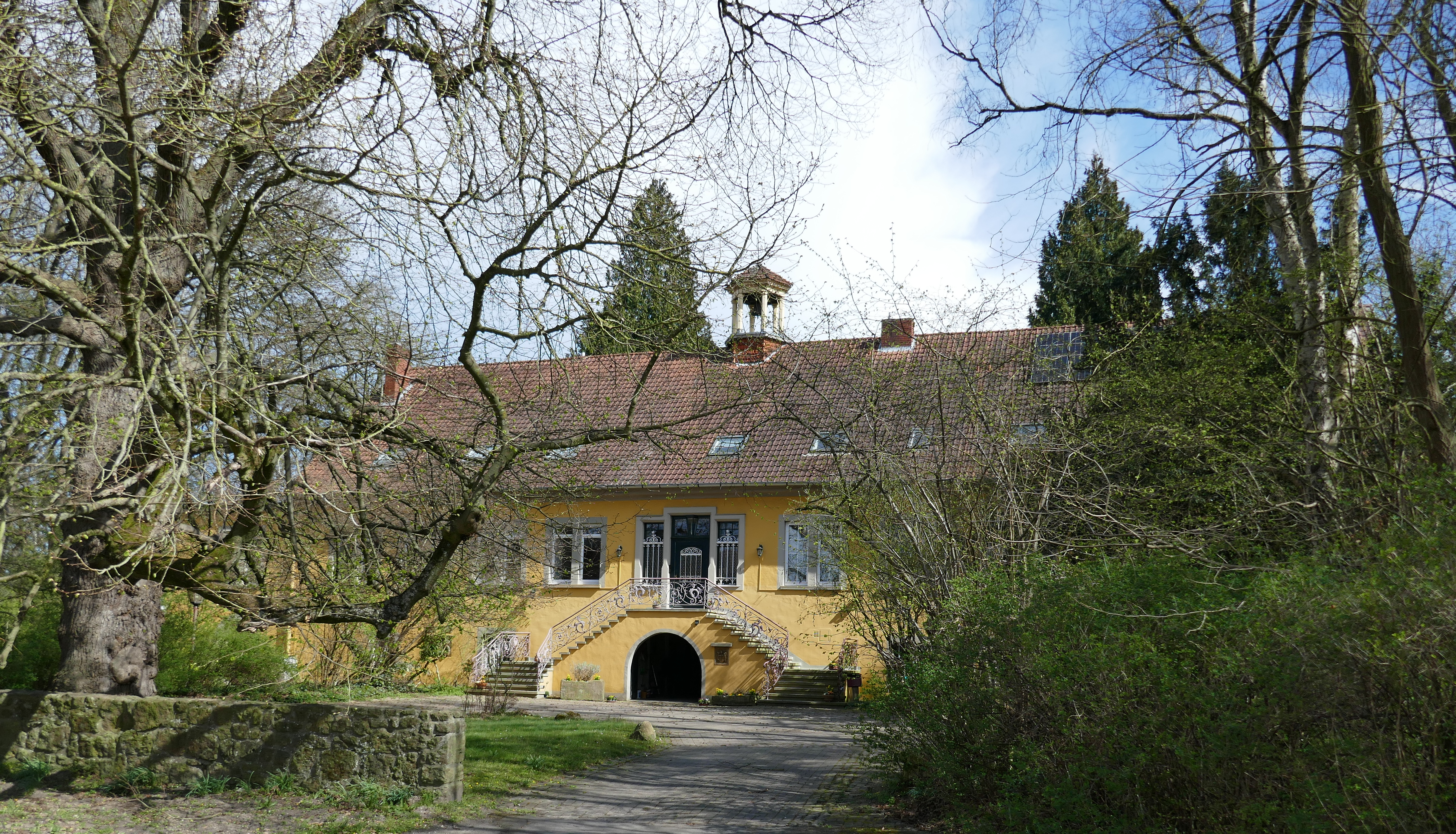
Haus Beck

Haus Beck ist ein Rittergut im Stadtteil Ulenburg der Stadt Löhne, Nordrhein-Westfalen, Deutschland. Erwähnt wurde es das erste Mal im Jahre 1151 als Lehenshof der Abtei Herford. Haus Beck ist Stammsitz der Familie Schleswig-Holstein-Sonderburg-Beck. Aus ihr ging in direkter Linie die dänische, norwegische und griechische Königsdynastie Schleswig-Holstein-Sonderburg-Glücksburg hervor, der auch Philip, Herzog von Edinburgh und Prinzgemahl der britischen Königin Elisabeth II. entstammte und über ihn auch der heutige König Charles III.

## Geschichte
Nachdem die Familie von Beck nicht mehr existierte, wurde das Gut von der Familie von Quernheim übernommen. (Anna v. Schele zu Schelenburg [Mutter: Adelheit v. Ripperda zu Buxbergen]  ⚭  1588 Egbert v. Quernheim [† 1649], Erbherr auf Beck 1587 [ ⚭  2° Agnes v. Wehrdum].) Im Jahre 1605 kaufte Herzog Alexander von Holstein-Sonderburg das Gut Beck von einem Herzog von Oldenburg (oder/eher: von die Brüder von Quernheim [ „Alexander købte i forbindelse med sit giftermål 26. nov. 1605 godset Beck (‚die Beeke‘) i stiftet Minden af brødrene v. Quernheim, hvor han opholdt sig i de følgende år.“ ]). Sein Sohn August ließ 1648 das heute noch erhaltene Haupthaus bauen. Er nannte sich nun August Philipp Herzog von Schleswig-Holstein-Sonderburg-Beck und begründete die Linie der Schleswig-Holstein-Sonderburg-Beck. Auf Beck geborene Familienmitglieder sind u. a. der Generalfeldmarschall Friedrich Ludwig von Schleswig-Holstein-Sonderburg-Beck (1653–1728) und Philipp Ludwig von Schleswig-Holstein-Sonderburg-Wiesenburg (1620–1689). Die Nachkommen erbten das Gut, bis es 1745 von Freifrau von Ledebur-Königsbrück erworben wurde. Verkauft wurde es durch den letzten auf Beck ansässigen Herzog Friedrich Wilhelm II. von Schleswig-Holstein-Sonderburg-Beck, der Beck selbst nicht geerbt, sondern seinem Cousin und Feldmarschall Friedrich Wilhelm I. abgekauft hatte.
Der Titel Herzog zu Beck blieb als Titulartitel aber erhalten. Ein direkter Nachfahre von Herzog Friedrich Ludwig, nämlich Friedrich Wilhelm geborener Herzog von Schleswig-Holstein-Sonderburg-Beck, legte den Namensbestandteil Beck ab und begründete 1825 die Linie Schleswig-Holstein-Sonderburg-Glücksburg. Sein Sohn Christian IX. wurde dänischer König und die Linie Schleswig-Holstein-Sonderburg-Glücksburg damit Königsfamilie des dänischen und im Weiteren auch des norwegischen und griechischen Königshauses. Der Titel Herzog von Beck wurde auch danach durch Prinzen von Dänemark geführt, erlangte aber keine große Bedeutung mehr.
1750 erbte der Domkapitular zu Magdeburg, Werner Heinrich Christoph von Wulfen, das Gut. Im Jahre 1786 wurde es an den Freiherrn Georg von Mönster verkauft, der es vier Jahre darauf an Franz Christian von Borries zu Eckendorf veräußerte. Im 19. Jahrhundert war das Gut von 1846 bis 1850 im Besitz des Fürsten Telemach Handjery (vgl. Nicolaus von Handjery), der es anschließend an die Familie von Borries zurückverkaufte. In den Jahren 1745 bis 1899 gehörten Haus Beck und Schloss Ulenburg jeweils einem Besitzer, bis im Jahre 1899 Friedrich Blomeyer Haus Beck kaufte, sein Sohn, Adolf Blomeyer, war ehrenamtlicher Bürgermeister der Gemeinde, SA-Führer und 1948 Mitglied des Parlamentarischen Rats. Bis heute ist Haus Beck im Besitz der Familie Blomeyer.
Zu dem Gut gehörte auch eine Doppelwassermühle, die aus einer Getreide- sowie einer Boke- und Ölmühle bestand. 1988 wurde die Mühle abgerissen. Allerdings blieb der Stapelteich erhalten.
Die beiden Güter Beck und Ulenburg bildeten im 19. Jahrhundert den Gutsbezirk Beck-Ulendorf im Amt Mennighüffen des Kreises Herford. Dieser wurde 1901 in die beiden Gutsbezirke Beck und Ulendorf aufgespalten. Am 1. Januar 1929 wurden die Gutsbezirke Ulenburg und Beck zur neuen Gemeinde Ulenburg zusammengelegt, die 1969 Teil der Stadt Löhne wurde.

## Derzeitige Nutzung (November 2009)
Zurzeit wird Haus Beck unter anderem als Schulungs- und Ausstellungszentrum genutzt. Die Ackerflächen werden landwirtschaftlich genutzt. Einige Hofgebäude sind an eine Küchenmöbelfirma verpachtet.